# 程不识
程不識（?—?），是中國漢朝軍事人物，封霸成侯。
在漢景帝时，程不識擔任太中大夫，多次出任邊郡太守。與匈奴作戰時，部隊營陣嚴整，匈奴不敢貿然進攻，與李廣並稱名將。因為程不識軍隊紀律嚴格，李廣善待士卒、且軍隊紀律鬆散，士兵都喜歡跟隨李廣，不願跟隨程不識。漢武帝時，程不識為長樂衛尉，元光元年（前134年），以衛尉為車騎將軍屯兵雁門郡。
武安侯田蚡娶燕王女為夫人舉辦婚宴，魏其侯竇嬰與其好友灌夫前去祝賀，但由於竇嬰與田蚡私下頗有恩怨，竇嬰在酒席上遭遇冷落，灌夫就藉酒醉之機破口大骂，在場的程不識也被骂一錢不值，此為「一錢不值」的成語由來。